# إيديسيا
إيديسيا (باليونانية: Αἰδεσία)‏ هي فيلسوفة يونانية مصرية من القرن الخامس الميلادي. وكانت إحدى فلاسفة المدرسة الأفلاطونية في الإسكندرية. عرفت بجمالها كانت زوجة الفيلسوف هيرمياس وكانت على علاقة مع سوريانس. بعد وفاة زوجها كرست حياتها لتعليم أبنيها أمونيوس بن هرميا وهيليودوروس الإسكندري. أنتقلت بعد ذلك إلى أثينا لتعليم الفلسفة وتلقت تعليمها من قبل برقلس. كما قامت بتعليم داماسكيوس.